# Tiếng Bồ Đào Nha
Tiếng Bồ Đào Nha hay tiếng Bồ (português hay đầy đủ là língua portuguesa) là một ngôn ngữ Tây Rôman thuộc ngữ hệ Ấn-Âu bắt nguồn từ bán đảo Iberia tại châu Âu. Nó là ngôn ngữ chính thức duy nhất của Bồ Đào Nha, Brasil, Angola, Mozambique, Guiné-Bissau, Cabo Verde và São Tomé và Príncipe, và là ngôn ngữ đồng chính thức tại Đông Timor, Guinea Xích Đạo và Ma Cao. Một người hoặc một quốc gia nói tiếng Bồ Đào Nha được gọi là Lusófono (tạm dịch: cộng đồng Bồ ngữ). Do sự bành trướng của Đế quốc Bồ Đào Nha, hiện nay ta có thể bắt gặp tiếng Bồ Đào Nha và văn hóa Bồ Đào Nha trên khắp toàn cầu. Tiếng Bồ Đào Nha là một tiểu nhánh của nhóm ngôn ngữ Iberia-Rôman, tức là nhóm ngôn ngữ hậu duệ của tiếng Latinh thông tục được sử dụng bởi vương quốc Galicia và bá quốc Bồ Đào Nha thời trung cổ, và vẫn còn lưu tồn một số đặc điểm ngữ âm và từ vựng của tiếng Celt lục địa từng được nói trước kia tại Iberia.
Với khoảng 250 triệu người bản ngữ và 24 triệu người nói L2, hiện có khoảng hơn 270 triệu người nói tiếng Bồ Đào Nha trên toàn cầu. Điều này khiến cho nó trở thành ngôn ngữ được nói nhiều thứ sáu trên thế giới, ngôn ngữ châu Âu được sử dụng nhiều thứ ba trên thế giới nếu tính theo số người nói bản xứ, Là ngôn ngữ được sử dụng rộng rãi nhất ở Nam Mỹ  và toàn bộ Nam bán cầu, nó cũng là ngôn ngữ được sử dụng nhiều thứ hai, sau tiếng Tây Ban Nha, ở Mỹ Latinh, một trong 10 ngôn ngữ được nói nhiều nhất ở   và là ngôn ngữ chính thức của Liên minh châu Âu, Mercosur, Tổ chức các Quốc gia châu Mỹ, Cộng đồng Kinh tế của các Quốc gia Tây Phi, Liên minh Châu Phi và Cộng đồng các Quốc gia Ngôn ngữ Bồ Đào Nha, một tổ chức quốc tế bao gồm tất cả các quốc gia chính thức của thế giới về Lusophone. Năm 1997, một nghiên cứu học thuật toàn diện đã xếp hạng tiếng Bồ Đào Nha, đặc biệt là tiếng Bồ Đào Nha Brasil, là một trong 10 ngôn ngữ có ảnh hưởng nhất trên thế giới.

## Lịch sử
Khi người La Mã đến bán đảo Iberia vào năm 216 TCN, họ đã mang theo ngôn ngữ Latinh, từ đó tất cả các ngôn ngữ Romance đều là con cháu của nó. Ngôn ngữ này được truyền bá bởi những người lính La Mã, những người định cư và thương nhân, những người đã xây dựng các thành phố La Mã chủ yếu gần các khu định cư của các nền văn minh Celtic trước đó được thành lập từ rất lâu trước khi người La Mã đến. Vì lý do đó, ngôn ngữ này đã lưu giữ một nền tảng có liên quan của nhiều hơn nữa, Văn hóa cự thạch châu Âu Đại Tây Dương  và văn hóa Celtic, một phần của nhóm ngôn ngữ cổ Hispano-Celtic.
Trong khoảng thời gian từ năm 409 đến năm 711 sau Công nguyên, khi Đế chế La Mã sụp đổ ở Tây Âu, bán đảo Iberia đã bị chinh phục bởi những người Germanic trong Thời kỳ Di cư. Những người chiếm đóng, chủ yếu là Suebi, Visigoths và Buri , những người ban đầu nói tiếng Đức, đã nhanh chóng tiếp nhận văn hóa La Mã muộn và các phương ngữ Latinh Vulgar của bán đảo và trong hơn 300 năm tiếp theo hoàn toàn hòa nhập vào dân cư địa phương. Sau cuộc xâm lược của người Moorish bắt đầu vào năm 711, tiếng Ả Rập đã trở thành ngôn ngữ hành chính và thông dụng ở các vùng bị chinh phục, nhưng phần lớn dân số Kitô giáo còn lại tiếp tục nói một hình thức Roman thường được gọi là Mozarabic, kéo dài hơn ba thế kỷ ở Tây Ban Nha. Giống như các ngôn ngữ Neo-Latinh và châu Âu khác, tiếng Bồ Đào Nha đã sử dụng một số lượng đáng kể các từ mượn từ tiếng Hy Lạp, chủ yếu trong thuật ngữ khoa học và kỹ thuật. Những sự vay mượn này xảy ra thông qua tiếng Latinh, và sau đó là trong thời Trung cổ và Phục hưng.
Tiếng Bồ Đào Nha phát triển từ ngôn ngữ thời trung cổ, ngày nay được các nhà ngôn ngữ học gọi là tiếng Galicia-Bồ Đào Nha, tiếng Bồ Đào Nha cổ hoặc tiếng Galicia cổ, của Vương quốc Galicia và Quận Bồ Đào Nha thời trung cổ phía tây bắc.

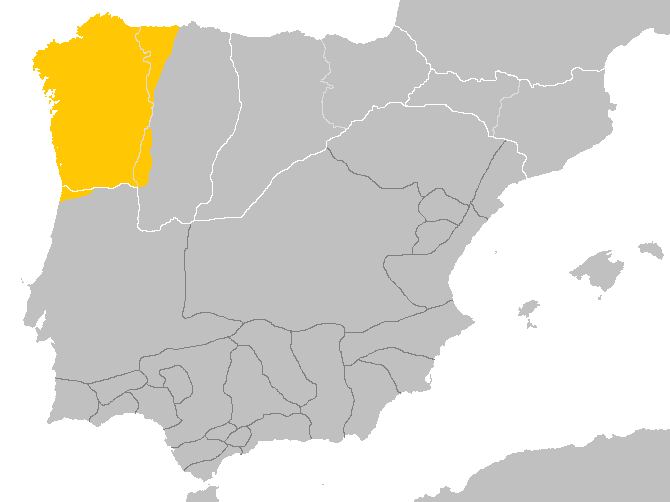
Khu vực nói tiếng Galicia-Bồ Đào Nha (còn được gọi là tiếng Bồ Đào Nha Cổ hoặc tiếng Galicia Trung Cổ) trong các vương quốc Galicia và León vào khoảng thế kỷ thứ 10, trước khi có sự tách biệt của tiếng Galicia và tiếng Bồ Đào Nha

Trong các tài liệu hành chính Latinh của thế kỷ thứ 9, các từ và cụm từ viết bằng tiếng Galicia-Bồ Đào Nha lần đầu tiên được ghi lại. Giai đoạn này được gọi là Proto-Portugal, kéo dài từ thế kỷ thứ 9 cho đến thế kỷ 12 sự độc lập của Quận Bồ Đào Nha khỏi Vương quốc León, sau đó đã nắm quyền thống trị Galicia.
Trong phần đầu của thời kỳ Galicia-Bồ Đào Nha (từ thế kỷ 12 đến thế kỷ 14), ngôn ngữ này ngày càng được sử dụng rộng rãi cho các tài liệu và các dạng chữ viết khác. Trong một thời gian, nó là ngôn ngữ được ưa thích trong thơ trữ tình ở Christian Hispania, cũng giống như tiếng Occitan là ngôn ngữ thơ của những người hát rong ở Pháp. Phương pháp biểu diễn tiếng Occitan lh và nh, được sử dụng trong chính tả cổ điển của nó, đã được sử dụng bởi chính tả tiếng Bồ Đào Nha, có lẽ là bởi Gerald của Braga, một tu sĩ từ Moissac, người trở thành giám mục của Braga ở Bồ Đào Nha vào năm 1047, đóng một vai trò quan trọng trong hiện đại hóa tiếng Bồ Đào Nha bằng văn bản bằng cách sử dụng các quy tắc cổ điển của tiếng Occitan. Bồ Đào Nha trở thành một vương quốc độc lập vào năm 1139, dưới thời Vua Afonso I của Bồ Đào Nha. Năm 1290, Vua Denis của Bồ Đào Nha đã thành lập trường đại học Bồ Đào Nha đầu tiên ở Lisbon (Estudos Gerais, sau này chuyển đến Coimbra) và ban sắc lệnh cho tiếng Bồ Đào Nha, sau đó gọi đơn giản là "ngôn ngữ chung", được biết đến như là ngôn ngữ Bồ Đào Nha và được sử dụng chính thức.
Vào thời kỳ thứ hai của tiếng Bồ Đào Nha Cổ, vào thế kỷ 15 và 16, với những khám phá của người Bồ Đào Nha, ngôn ngữ này đã được đưa đến nhiều vùng của châu Phi, châu Á và châu Mỹ. Vào giữa thế kỷ 16, tiếng Bồ Đào Nha đã trở thành một ngôn ngữ phổ biến ở châu Á và châu Phi, không chỉ được sử dụng cho quản lý thuộc địa và thương mại mà còn để giao tiếp giữa các quan chức địa phương và người châu Âu thuộc mọi quốc tịch.
Sự lan rộng của ngôn ngữ này được giúp đỡ bởi các cuộc hôn nhân hỗn hợp giữa người Bồ Đào Nha và người địa phương và sự liên kết của nó với các nỗ lực truyền giáo của Công giáo La Mã, dẫn đến việc hình thành các ngôn ngữ creole như tiếng Kristang ở nhiều nơi ở châu Á (từ từ cristão, "Cơ đốc giáo") . Ngôn ngữ này tiếp tục phổ biến ở các vùng của châu Á cho đến thế kỷ 19. Một số cộng đồng Cơ đốc giáo nói tiếng Bồ Đào Nha ở Ấn Độ, Sri Lanka, Malaysia và Indonesia vẫn bảo tồn ngôn ngữ của họ ngay cả sau khi họ bị tách ra khỏi Bồ Đào Nha.
Sự kết thúc của thời kỳ Bồ Đào Nha Cổ được đánh dấu bằng việc Garcia de Resende xuất bản Geral ở Cancioneiro vào năm 1516. Thời kỳ đầu của tiếng Bồ Đào Nha Hiện đại, kéo dài từ thế kỷ 16 đến ngày nay, được đặc trưng bởi sự gia tăng số lượng các từ học được vay mượn từ tiếng La tinh cổ điển và tiếng Hy Lạp cổ điển vì thời Phục hưng (các từ học được vay mượn từ tiếng Latin cũng đến từ tiếng Latinh thời Phục hưng, hình thức của tiếng Latinh trong thời gian đó), đã làm phong phú thêm rất nhiều từ vựng. Hầu hết những người nói tiếng Bồ Đào Nha biết chữ cũng biết chữ bằng tiếng Latinh; và do đó họ dễ dàng sử dụng các từ Latinh vào văn bản của họ - và cuối cùng là văn nói- ở Bồ Đào Nha.
Tác giả người Tây Ban Nha Miguel de Cervantes từng gọi tiếng Bồ Đào Nha là "ngôn ngữ ngọt ngào và duyên dáng", trong khi nhà thơ Brasil Olavo Bilac mô tả nó như a última flor do Lácio, inculta e bela ("bông hoa cuối cùng của Latium, ngây thơ và xinh đẹp"). Tiếng Bồ Đào Nha còn được gọi là "ngôn ngữ của Camões", theo tên của Luís Vaz de Camões, một trong những nhân vật văn học vĩ đại nhất bằng tiếng Bồ Đào Nha và là tác giả của sử thi Bồ Đào Nha The Lusiads .
Vào tháng 3 năm 2006, Bảo tàng Ngôn ngữ Bồ Đào Nha, một bảo tàng tương tác về ngôn ngữ Bồ Đào Nha, được thành lập tại São Paulo, Brasil, thành phố có số lượng người nói tiếng Bồ Đào Nha nhiều nhất trên thế giới. Bảo tàng này là bảo tàng đầu tiên thuộc loại hình này trên thế giới. Vào năm 2015, bảo tàng đã bị phá hủy một phần trong một trận hỏa hoạn, nhưng được khôi phục và mở cửa trở lại vào năm 2020.

## Phân bố
Tiếng Bồ Đào Nha là ngôn ngữ chính ở Angola (80%), Brasil, Bồ Đào Nha, và São Tomé and Príncipe (95%). Mặc dù chỉ hơn 10% dân cư Mozambique là người bản ngữ tiếng Bồ Đào Nha, song quốc gia có khoảng 50,4% cư dân nói tiếng Bồ Đào Nha theo thống kê năm 2007. Có khoảng 11,5% dân số ở Guinea-Bissau cũng sử dụng ngôn ngữ này.
Có một số lượng đáng kể cộng đồng người di cư nó tiếng Bồ Đào Nha ở một số quốc gia như Andorra (15,4%), Úc, Bermuda, Canada (0,72% hay 219.275 người năm 2006 nhưng có từ 400.000 đến 500.000 theo Nancy Gomes), Curaçao, Pháp, Nhật Bản, Jersey, Luxembourg (9%), Namibia (khoảng 4-5% dân số, chủ yếu là người tị nạn từ Angola ở phía Bắc quốc gia này) Paraguay (10,7% hay 636.000 người), Ma Cao (0,6% hay 12.000 người), Nam Phi, Thụy Sĩ (196.000 bản ngữ năm 2008), Venezuela (1 đến 2% hay 254.000 đến 4800 người), và Mỹ (0,24% hay 687.126 người sử dụng năm 2007 theo American Community Survey), chủ yếu ở Connecticut, Florida, Massachusetts (nơi có người sử dụng nhiều thứ 2 trong bang), New Jersey,
New York và đảo Rhode.
Ở một vài nơi người ta gọi là tiếng Bồ Đào Nha Ấn Độ, như tại Goa và Daman và Diu, thì ngôn ngữ này vẫn được sử dụng.

### Hiện được sử dụng chính thức

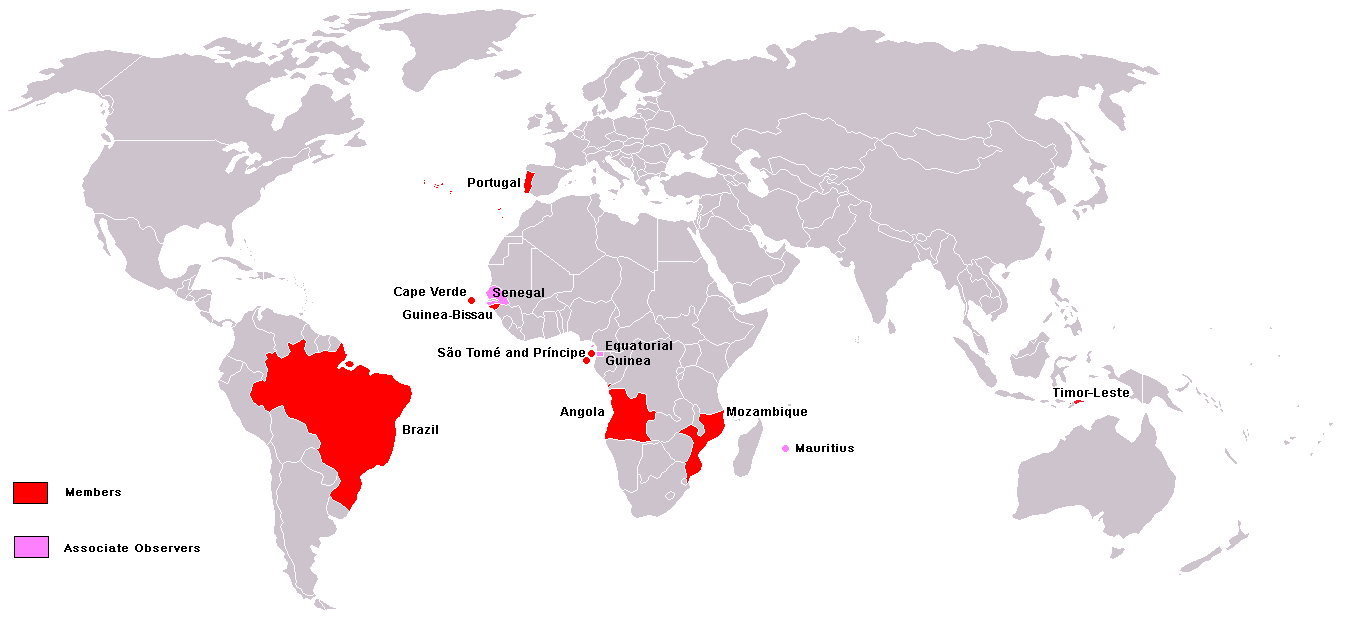
Cộng đồng các nước nói tiếng Bồ Đào Nha

Các quốc gia và vùng lãnh thổ sử dụng tiếng Bồ Đào Nha làm ngôn ngữ chính thức

Cộng đồng các quốc gia nói tiếng Bồ Đào Nha
(gọi tắt là CPLP) gồm 8 quốc gia độc lập sử dụng tiếng Bồ Đào Nha làm ngôn ngữ chính thức: Angola, Brasil, Cape Verde, Đông Timor, Guinea-Bissau, Mozambique, Bồ Đào Nha và São Tomé và Príncipe.
Guinea Xích Đạo nộp đơn để gia nhập cộng đồng CPLP tháng 6 năm 2010 và sử dụng tiếng Bồ Đào Nha làm ngôn ngữ chính thức thứ 3 (bên cạnh tiếng Tây Ban Nha và tiếng Pháp) vì đây là một trong những điều kiện để gia nhập cộng đồng này. Tổng thống Guinea Xích Đạo, Obiang Nguema Mbasog, và Thủ tướng Ignacio Milam Tang, đã phê chuẩn vào ngày 20 tháng 6 năm 2011, Hiến pháp mới dự định sẽ thêm vào tiếng Bồ Đào Nha là ngôn ngữ chính thức của quốc gia này.
Tiếng Bồ Đào Nha cũng là một trong những ngôn ngữ chính thức của các khu vực đặc quyền kinh tế thuộc Trung Quốc như Ma Cao (cùng với tiếng Trung Quốc) và một số tổ chức quốc tế như Mercosur, Tổ chức các quốc gia Iberia-châu Mỹ, Liên minh các Quốc gia Nam Mỹ, Tổ chức các Quốc gia châu Mỹ, Liên minh châu Phi và Cộng đồng châu Âu.

### Số dân của các quốc gia nói tiếng Bồ Đào Nha chính thức
Theo dữ liệu thống kê và có độ tin cậy từ các chính phủ và các cơ quan thống kê của các quốc gia đó thì dân số hợp pháp của họ nói tiếng Bồ Đào Nha gồm (theo thứ tự giảm dần):
- Brasil: 190.755.799 (năm 2010);[69]
- Mozambique: 20.366.795 (năm 2007);[70][71]
- Angola: 15.116.000 (ước tính của chính phủ. Angola không có thống kê trong vài thập kỷ nay, họ dự kiến tiến hành thống kê năm 2013);[72]
- Bồ Đào Nha: 10.555.853 (kết quả sơ bộ năm 2011);[73][74]
- Guinea-Bissau: 1.520.830 (năm 2009);[75]
- Đông Timor: 1.066.582 (kết quả sơ bộ năm 2010);[76]
- Ma Cao: 558.100 (ước tính của DSEC, SAR Macau).[77][78][79]
- Cape Verde: 491.575 (số liệu sơ bộ năm 2010);[80]
- São Tomé và Príncipe: 137.599 (số liệu năm 2001 xuất bản năm 2003)[81]

### Sử dụng Tiếng Bồ Đào Nha như ngoại ngữ
Tiếng Bồ Đào Nha được giảng dạy bắt buộc trong các trường ở Uruguay và Argentina. Các quốc gia khác có giảng dạy tiếng Bồ Đào Nha trong các trường học gồm Venezuela, Zambia, Cộng hòa Congo, Senegal, Namibia, Eswatini, Côte d'Ivoire, và Nam Phi.

### Tương lai
Theo thống kê của UNESCO, tiếng Bồ Đào Nha và tiếng Tây Ban Nha là các ngôn ngữ của châu Âu phát triển nhanh nhất sau tiếng Anh và ngôn ngữ này có nhiều khả năng phát triển mạnh nhất như là ngôn ngữ quốc tế ở miền nam châu Phi và Nam Mỹ. Các quốc gia châu Phi nói tiếng Bồ Đào Nha được trông đợi là có tổng số người sử dụng là 83 triệu vào năm 2050. Tổng cộng số người nói tiếng Bồ Đào Nha ở các quốc gia vào thời điểm đó khoảng 335 triệu người.

## Ví dụ về sự khác biệt giữa các phương ngữ tiếng Bồ Đào Nha
Trích dẫn từ sử thi Bồ Đào Nha Os Lusíadas, của tác giả Luís de Camões (I, 33)
| Nguyên bản                              | IPA (Lisbon)                           | IPA (São Paulo)                            | IPA (Santiago de Compostela)               |
| --------------------------------------- | -------------------------------------- | ------------------------------------------ | ------------------------------------------ |
| Sustentava contra ele Vénus bela,       | suʃtẽˈtavɐ ˈkõtɾɐ ˈelɨ ˈvɛnuʒ ˈβɛlɐ    | sustẽˈtavɐ ˈkõtɾɐ ˈeli ˈvenuz ˈbɛlɐ        | sustenˈtaβa ˈkontɾa ˈel ˈβɛnuz ˈβɛla       |
| Afeiçoada à gente Lusitana,             | ɐfɐjsuˈaða ˈʒẽtɨ luziˈtɐnɐ             | afejsuˈada ˈʒẽtʃi luziˈtɐnɐ                | afejθoˈaða ˈʃente lusiˈtana                |
| Por quantas qualidades via nela         | puɾ ˈkwɐ̃tɐʃ kwɐliˈðaðɨʒ ˈviɐ ˈnɛlɐ     | puɾ ˈkwɐ̃tɐs kwaliˈdadʒiz ˈviɐ ˈnɛlɐ        | poɾ ˈkantas kwaliˈðaðez ˈβia ˈnɛla         |
| Da antiga tão amada sua Romana;         | dɐ̃ˈtiɣɐ ˈtɐ̃w̃ ɐˈmaðɐ ˈsuɐ ʁuˈmɐnɐ       | dɐ̃ˈtʃiɡɐ ˈtɐ̃w̃ ɐˈmadɐ ˈsuɐ hoˈmɐnɐ          | danˈtiɣa ˈtaŋ aˈmaða ˈsua roˈmana          |
| Nos fortes corações, na grande estrela, | nuʃ ˈfɔɾtɨʃ kuɾɐˈsõj̃ʃ nɐ ˈɣɾɐ̃dɨʃˈtɾelɐ | nus ˈfɔɾtʃis koɾaˈsõj̃s na ˈɡɾɐ̃dʒisˈtɾelɐ   | nos ˈfɔɾtes koɾaˈθons na ˈɣɾandesˈtɾela    |
| Que mostraram na terra Tingitana,       | kɨ muʃˈtɾaɾɐ̃w̃ nɐ ˈtɛʁɐ tĩʒiˈtɐnɐ       | ki mosˈtɾaɾɐ̃w̃ na ˈtɛhɐ tʃĩʒiˈtɐnɐ          | ke mosˈtɾaraŋ na ˈtɛra tinʃiˈtana          |
| E na língua, na qual quando imagina,    | i nɐ ˈlĩɡwɐ nɐ ˈkwaɫ ˈkwɐ̃du jmɐˈʒinɐ   | i na ˈlĩɡwɐ na ˈkwaw ˈkwɐ̃dimaˈʒinɐ         | e na ˈliŋgwa na ˈkal ˈkando jmaˈʃina       |
| Com pouca corrupção crê que é a Latina. | kõ ˈpokɐ kuʁupˈsɐ̃w̃ ˈkɾe kiˈɛ ɐ lɐˈtinɐ | kũ ˈpokɐ kohup(i)ˈsɐ̃w̃ ˈkɾe kiˈɛ a laˈtʃinɐ | kom ˈpowka korupˈθoŋ ˈkɾe ˈke ˈɛ a laˈtina |